# Remco Reiding
Remco Reiding (Amersfoort, 7 juli 1976) is een Nederlandse journalist, schrijver en onderzoeker. Hij is directeur van Stichting Sovjet Ereveld.

## Biografie
Reiding studeerde politicologie aan de Rijksuniversiteit in Leiden en journalistiek en communicatie aan de Christelijke Hogeschool Windesheim in Zwolle. Hij werkte van 2004 tot en met 2012 als correspondent in Moskou voor onder meer de Geassocieerde Pers Diensten, Het Financieele Dagblad, De Tijd, BNR Nieuwsradio en RTL Nieuws.
Reiding kreeg vooral bekendheid door zijn jarenlange onderzoek naar het Sovjet Ereveld. Hij slaagde er als eerste in om nabestaanden op te sporen van Sovjetsoldaten die in Leusden begraven liggen. 
In 2009 kreeg Reiding de status van geassocieerd onderzoeker van het NIOD Instituut voor Oorlogs-, Holocaust- en Genocidestudies. In 2012 publiceerde hij een boek over zijn zoektocht, Kind van het Ereveld. In 2017 verscheen Hier rust… Vijftig verhalen achter de grafstenen van begraafplaats Rusthof, een bundeling van verhalen met foto's van Marco Hofsté, die eerder in AD/Amersfoortse Courant zijn verschenen..

## Onderscheidingen
Reiding werd als correspondent genomineerd voor het Gouden Pennetje voor zijn productie over de schoolgijzeling in Beslan. In 2003 werd hij onderscheiden door het Russische ministerie van defensie voor zijn onderzoek. Ook ontving hij in 2006 de Rus Prix ‘als blijk van waardering voor bijzondere verdiensten ter bevordering van de betrekkingen tussen Nederland en Rusland’. Hij werd op 9 mei 2014 Ridder in de Orde van Oranje-Nassau. Op 9 mei 2015 kreeg hij het Certificaat van Dankbaarheid van de President van de Russische Federatie uitgereikt dat president Poetin hem op 25 september 2014 had toegekend voor ‘zijn bijdrage aan de ontwikkeling van Russisch-Nederlandse samenwerking in het levend houden van de herinnering aan de oorlog’.
Ter gelegenheid van de "Dag van de overwinning" verleende de Russische minister van defensie aan Remco Reiding op 9 mei 2021 opnieuw een medaille voor "zijn niet aflatende inzet om de nagedachtenis aan oorlogsslachtoffers uit de voormalige Sovjet-Unie levend te houden." De onderscheiding werd uitgereikt door de Russische ambassadeur in Nederland in aanwezigheid van een aantal andere ambassadeurs.